# Мейс-Лендінг (Нью-Джерсі)
Мейс-Лендінг (англ. Mays Landing) — переписна місцевість (CDP) в США, в окрузі Атлантик штату Нью-Джерсі. Населення — 5603 особи (2020).

## Географія
Мейс-Лендінг розташований за координатами 39°27′10″ пн. ш. 74°43′26″ зх. д. / 39.45278° пн. ш. 74.72389° зх. д. (39.452862, -74.723936).  За даними Бюро перепису населення США в 2010 році переписна місцевість мала площу 4,88 км², з яких 4,30 км² — суходіл та 0,58 км² — водойми.

### Клімат
| Клімат : Мейс-Лендінг                               | Клімат : Мейс-Лендінг | Клімат : Мейс-Лендінг | Клімат : Мейс-Лендінг | Клімат : Мейс-Лендінг | Клімат : Мейс-Лендінг | Клімат : Мейс-Лендінг | Клімат : Мейс-Лендінг | Клімат : Мейс-Лендінг | Клімат : Мейс-Лендінг | Клімат : Мейс-Лендінг | Клімат : Мейс-Лендінг | Клімат : Мейс-Лендінг | Клімат : Мейс-Лендінг |
| Показник                                            | Січ.                  | Лют.                  | Бер.                  | Квіт.                 | Трав.                 | Черв.                 | Лип.                  | Серп.                 | Вер.                  | Жовт.                 | Лист.                 | Груд.                 | Рік                   |
| Абсолютний максимум, °C                             | 25,6                  | 24,4                  | 30,6                  | 34,4                  | 37,2                  | 41,1                  | 40,6                  | 39,4                  | 37,2                  | 35,6                  | 28,9                  | 25,0                  | 41,1                  |
| Середній максимум, °C                               | 5,3                   | 6,8                   | 11,0                  | 16,5                  | 21,8                  | 27,0                  | 29,7                  | 28,7                  | 25,0                  | 19,2                  | 13,5                  | 7,8                   | 17,7                  |
| Середній мінімум, °C                                | −4,2                  | −3,1                  | 0,4                   | 5,4                   | 10,6                  | 16,2                  | 19,4                  | 18,4                  | 14,1                  | 7,6                   | 2,9                   | −2                    | 7,2                   |
| Абсолютний мінімум, °C                              | −23,3                 | −23,9                 | −16,7                 | −11,1                 | −3,9                  | 2,8                   | 5,6                   | 4,4                   | 0,0                   | −6,7                  | −12,2                 | −21,7                 | −23,9                 |
| Середня кількість сонячних годин на місяць          | 150,8                 | 157,9                 | 204,5                 | 218,9                 | 243,9                 | 266,2                 | 276,3                 | 271,3                 | 227,6                 | 200,5                 | 147,4                 | 133,8                 | 2499                  |
| Норма опадів, мм                                    | 82                    | 73                    | 107                   | 92                    | 85                    | 79                    | 94                    | 104                   | 80                    | 87                    | 83                    | 94                    | 1060                  |
| Днів з опадами                                      | 10,1                  | 9,5                   | 10,3                  | 11,6                  | 10,6                  | 9,4                   | 9,2                   | 8,7                   | 8,0                   | 8,1                   | 9,3                   | 10,2                  | 115,0                 |
| Днів зі снігом                                      | 2,9                   | 2,8                   | 0,9                   | 0,3                   | 0                     | 0                     | 0                     | 0                     | 0                     | 0                     | 0,1                   | 1,7                   | 8,7                   |
| Вологість повітря, %                                | 69.5                  | 69.0                  | 66.9                  | 66.4                  | 70.7                  | 72.9                  | 73.9                  | 75.7                  | 76.4                  | 74.8                  | 72.8                  | 70.6                  | 71.6                  |
| --------------------------------------------------- | --------------------- | --------------------- | --------------------- | --------------------- | --------------------- | --------------------- | --------------------- | --------------------- | --------------------- | --------------------- | --------------------- | --------------------- | --------------------- |
| Джерело: NOAA (relative humidity and sun 1961–1990) |                       |                       |                       |                       |                       |                       |                       |                       |                       |                       |                       |                       |                       |

## Демографія
Згідно з переписом 2010 року, у переписній місцевості мешкало 2135 осіб у 859 домогосподарствах у складі 572 родин. Густота населення становила 437 осіб/км².  Було 949 помешкань (194/км²).
Расовий склад населення:
| - 89,0 % — білих - 5,5 % — чорних або афроамериканців - 1,0 % — азіатів - 0,5 % — корінних американців - 1,9 % — осіб інших рас |

До двох чи більше рас належало 2,2 %. Частка іспаномовних становила 7,3 % від усіх жителів.
За віковим діапазоном населення розподілялося таким чином: 20,6 % — особи молодші 18 років, 66,5 % — особи у віці 18—64 років, 12,9 % — особи у віці 65 років та старші. Медіана віку мешканця становила 41,7 року. На 100 осіб жіночої статі у переписній місцевості припадало 92,5 чоловіків;  на 100 жінок у віці від 18 років та старших — 88,4 чоловіків також старших 18 років.
Середній дохід на одне домашнє господарство  становив 71 746 доларів США (медіана — 48 664), а середній дохід на одну сім'ю — 91 311 долар (медіана — 88 000). Медіана доходів становила 39 737 доларів для чоловіків та 50 250 доларів для жінок. За межею бідності перебувало 7,3 % осіб, у тому числі 8,3 % дітей у віці до 18 років та 3,0 % осіб у віці 65 років та старших.
Цивільне працевлаштоване населення становило 1019 осіб. Основні галузі зайнятості: освіта, охорона здоров'я та соціальна допомога — 31,4 %, мистецтво, розваги та відпочинок — 15,5 %, науковці, спеціалісти, менеджери — 9,4 %, виробництво — 7,8 %.